# Мазун
Мазун је био сасанидска провинција у касној антици, што је одговарало модерном Бахреину, Катару, Уједињеним Арапским Емиратима и северној половини Омана. Покрајина је служила као истурено место Сасанидског царства и играла је важну улогу у сасанидским напорима да преузму контролу над трговином у Индијском океану и да успостави своју доминацију у богатим регионима Хадрамаута и Јемена.
У 6. веку провинцијом су владали клијенти и савезници Сасанида, Лахмиди.

## Историја
Источна Арабија била је 240-их година била освојена одстране Ардашира I (в. 224–242), који је ушао у провинцију Мазун. Према Шахрестаниха и Ераншахр из 8. века, Ардашир је одредио извесног Осхага од Хагара као марзбана (генерал из пограничне провинције, „маркгрофа“) над местима „До-сар и Борг-гил уз зид Арапа“. Такође је депортовао истакнуто племе Азд из Омана у Шихр на обали Хадхрамаута. Током детињства шаха Шапура II (в. 309–379), арапски номади извршили су неколико упада у сасанидску постојбину Парс, где су извршили пљачку града Гора и околине. Поред тога, извршили су упаде и у Мешан и Мазун. Са 16 година, Шапур II је предводио експедицију против Арапа; пре свега поход против племена [[Ијад (племе) Ијад]) у Асуристану, а након тога је прешао Персијски залив, стигавши до источне Арабије. Наставио је да напада племе Бану Тамим у планинама Ел Хаџар. Шапур II је, како се извештава, убио велики број арапског становништва и уништио њихове залихе воде засипајући њихове бунаре песком.
После обрачуна са Арапима источне Арабије, наставио је експедицију у западну Арабију и Сирију, где је напао неколико градова - чак је отишао до Медине. Због свог окрутног понашања према Арапима, Дул Актаф га је назвао "онај који пробија рамена".  Не само да је Шапур II смирио Арапе у Персијском заливу, већ је гурнуо многа арапска племена даље дубоко на Арапско полуострво. Даље, депортовао је и нека арапска племена силом; Таглиб у Бахреин и Хату; Бану Абдул Кајс и Бану Тамим до Хагара; Бану Бакр у Кирман, а Бану Ханзала у место близу Хормизд Ардашира. Сасанидски гарнизони успостављени су на стратешкој обали Омана у региону Ел Батина, укључујући врх полуострва Мусандам, Сохар и Рустак. Шапур II је, како би спречио Арапе да изврше више напада у његову земљу, наредио изградњу зида у близини Ал-Хире, који је постао познат као вар-и тазиган ("зид Арапа").
Ако је Источна Арабија стављена под чвршћу контролу Сасанида, и успостављањем сасанидских гарнизонских трупа отворен је пут за заратустризам. Предисламски арапски песници често спомињу праксе заратустризма са којима су морали успоставити контакт у Асуристану или Источној Арабији. Године 531/2, шах Хозроје I (в. 531–579) именовао је Лахмидског краља Ел Мундира III ибн Ел Нумана за владара Мазуна.
Недавно је ископано касно сасанидско утврђењ у Фулаиџу, Оман.